# Charles Meystre
Pour les articles homonymes, voir Meystre.
 (juillet 2025).
Charles Meystre est un peintre et graveur suisse, né à Lausanne le 1er février 1925 et mort à Montrichard le 18 mars 2013.

## Biographie
Charles Meystre naît le 1er février 1925 à Lausanne, dans le canton de Vaud. Il est originaire de Thierrens, dans le même canton.
En 1941, il prend quelques leçons de dessin avec le peintre lausannois Ernest Pizzotti, décrit comme « le peintre des chantiers », qui pourrait avoir attiré déjà son attention sur la représentation d’édifices en construction. Après une « maturité » à l’École supérieure de commerce de Lausanne, il part pour Zurich en 1945, où il entreprend une formation à l’École d'arts appliqués, alors dirigée par Johannes Itten. Il y suit les cours d'Ernst Gubler (de) et d'Oskar Dalvit (de).
Durant l’hiver 1946-1947, il passe cinq mois à Ostende, et fait la connaissance d’Édouard Pignon, qui l'initie à la peinture par séries.
À l’été 1947, trois de ses toiles sont présentées à l’exposition « Allianz » du Kunstmuseum de Zurich: c’est à cette occasion qu’il réalise sa première vente. Le 5 octobre de cette même année, il s’installe à Paris. Tout en continuant à travailler avec Edouard Pignon, il rejoint l’atelier d’André Lhote, puis celui de Fernand Léger en 1948, et, entre 1949 et 1951, s’initie à la gravure dans l’Atelier de l’Ermitage fondé par Albert Flocon et Johnny Friedlaender.
D’un séjour en Tunisie en 1949, il rapportera une série de toiles consacrées à différents personnages, dont « les moissonneurs de Hammam Jedidi ». La même année, la Galerie de la Paix de Lausanne lui offre sa première exposition personnelle.
Dès 1950, il participe au Salon de mai de Paris, expose au « Salon des moins de trente ans », et dans différentes galeries. Il figurera très régulièrement dans les expositions et catalogues de la « Société des Peintres, Sculpteurs et Architectes Suisses à Paris » (SPSAS). En 1953, il reçoit les deux premiers prix du Concours de Noceto, et rencontre l’actrice française Micha Bayard, qu’il épouse. Le couple s’installe en 1954 à Saint-Germain-en-Laye, où naît leur fille Valérie la même année.
À partir de 1954, il réalise de nombreuses toiles et gouaches du Barrage de Mauvoisin, premier témoignage de son intérêt pour les structures architecturales, confirmé plus tard avec ses séries de cages d’escaliers et ses représentations de la gare d’Orsay lors de sa transformation en musée.
En 1955, le Musée cantonal des beaux-arts de Lausanne lui achète deux toiles.
Il se rend à nouveau en Tunisie en 1958, ce qui donnera lieu aux expositions « Tunisie » de la Galerie Vallotton à Lausanne en 1959, et de la Galerie Synthèse à Paris, l’année suivante. Il revient vivre dans la capitale française en 1962.
Au printemps 1963, il participe à l’exposition « Junge Kunst » de Lucerne. L’Exposition nationale suisse de 1964, à Lausanne, accueille plusieurs de ses toiles dans le Pavillon de l’Industrie ; et la Ville de Paris acquiert une version de la série Les couples. Il effectue un premier séjour à New York, qui sera suivi d’un deuxième, en 1967, grâce à une bourse de 4 mois du Conseil des arts du Canada : il se rend notamment à Vancouver et dans l’Alberta.
L’année 1969 voit la réalisation d’une série d’œuvres modulaires qu’il intitule Cityscape.
De 1970 à 1975, il travaille la gravure sur cuivre en taille douce.
En 1977, il remporte le concours pour une fresque au bâtiment des Sciences humaines de l’Université de Lausanne à Dorigny. Le professeur lausannois Paul-Émile Pilet lui commande alors un ensemble de 14 peintures pour l’amphithéâtre du bâtiment de biologie à Dorigny, donnant à voir des molécules, des cellules, des tissus, des champignons, des coquillages, des insectes, des instruments de laboratoire...
En 1985, plusieurs de ses œuvres sont présentes dans l’exposition du Musée des Beaux-Arts de Lausanne « L’œil du musée sur une collection » (celle de la Banque cantonale vaudoise).
Ses représentations de la Gare du Musée d'Orsay sont exposées en 1986 à la Galerie Dumonteil à Paris.
En 2004, sa santé déclinante l’incite à déménager à Montrichard (Loir-et-Cher) avec son épouse. Souffrant d’une dégénérescence articulaire à partir de 2007, il cesse bientôt de peindre, et meurt le 18 mars  2013.

## Œuvre
Dès sa rencontre avec Edouard Pignon, il s’attache à un thème pour l’explorer dans toute sa diversité, et procède par séries : les moissonneurs à la fin des années 1940, les techniciens du cinéma en 1950 (à partir de croquis réalisés sur le tournage du film Le Point du jour de Louis Daquin), les chirurgiens en 1951, les barrages en 1954, la mer en 1956, les villages tunisiens en 1958, les couples en 1960, les plages en 1961, le jazz en 1963, New York en 1965 et 1967, le pétrole en 1968, les escaliers en 1978, les maisons tourangelles en 1980, la biologie en 1981-1983, le Centre 57 de Paco Rabanne à Paris (une ancienne usine de fabrication de montgolfières au 57 boulevard de la Villette) en 1983, la gare d’Orsay entre 1981 et 1988.

## Distinctions
- Premier Prix de peinture internationale de Noceto, et Premier Prix pour les peintres étrangers, 1953.
- Prix Micheli, 1958.
- 3 bourses fédérales suisses, en 1958, 1960, 1961.
- Prix Victor-Chocquet, 1960.
- Bourse du Conseil des arts du Canada, Ottawa, 1967.
- Prix de la Société des Peintres, Sculpteurs et Architectes Suisses pour ses paysages urbains en aquatinte, 1973[17]
- « Prix de l’Ambassadeur » (remis par l’ambassadeur de Suisse à Paris, François de Ziegler), 1981[18].

## Expositions
Charles Meystre a exposé tout au long de sa vie dans de nombreuses galeries :  galerie de la Paix à Lausanne, Betty Tommen à Bâle, Schindler à Berne, galerie du Fleuve à Bordeaux, Numero à Florence, Cittadella à Locarno, Palette à Zurich ; Le Cercle et Synthèse à Paris. Dès 1955, il est régulièrement accueilli par la Galerie Paul Vallotton à Lausanne.

### Expositions personnelles
- Charles Meystre, Galerie de la Paix, Lausanne, 1949
- Meystre : la mer, Galerie Paul Vallotton, 1957
- Meystre : Tunisie, Galerie Paul Vallotton, 1959
- Meystre : Tunisie, Galerie Synthèse, Paris, 1960
- Charles Meystre (« la plage » et « le couple »), Galerie Paul Vallotton, 1962
- Charles Meystre, Galerie Paul Vallotton, 1964
- New York vu par Charles Meystre, Galerie Paul Vallotton, 1966
- Meystre : Escaliers et passages, Galerie Paul Vallotton, 1979
- Charles Meystre. La biologie et les serres. Peintures, Galerie Paul Vallotton, 1983
- Charles Meystre : la Gare d’Orsay, Galerie Pierre Dumonteil, Paris, 1986

## Collections publiques

### France
- Musée d'Art moderne de Paris, La Ronde et Le Soleil s’est couché sur Hoboken.
- Musée d'Art et d'Histoire de Meudon, Collection Isis Kischka, deux encres sur papier : Personnages au bord de la mer, 1954, et Portrait d’homme, 1955[19].

### Suisse
- Collection d’art de la Confédération, Fondation Gottfried Keller, dix tableaux correspondant aux séries Hammam Jedidi, New York, Pétrole, Jazz[20]
- Musée cantonal des beaux-arts de Lausanne, 25 œuvres : 15 aquatintes sur papier, 6 huiles sur toile (2 Barrage de Mauvoisin, Sidi Bou Saïd, Autoroute, Manhattan Madness et St-James et d'Albany V) et 4 lithographies.
- Collection d’art de la Ville de Lausanne, 3 œuvres[21]
- Musée d'art de Pully, Tunis VI  (1960) et Fille sur le sable (1962)
- Bâtiment de biologie de l'Université de Lausanne, Dorigny, 14 tableaux[22].

## Publications
- Simone Cuendet, Rue Gît-le-cœur, avec 7 dessins de Charles Meystre, Lausanne, Editions des Terreaux, 1954.
- Jean Amrouche, Tunisie de la grâce, avec 8 gravures sur linoléum de Charles Meystre, Renens, Henri Chabloz, 1960.
- David Leddick, New York N. Y., Lausanne, Roth et Sauter, 1968, avec 12 lithographies originales et un dessin de Charles Meystre.
- André Champ, L’année du Vigneron, avec neuf lithographies de Jaques Berger, Jean Lecoultre et Charles Meystre, pour commémorer les 75 ans de la Maison Schenk de Rolle, Lausanne, 1968.

## Archives
Dès 2006, son fonds d’atelier est confié à la Fondation Ateliers d'artiste.